# 神州数码
神州数码集团股份有限公司（深交所：000034，英文：Digital China Group Co.,Ltd.），简称神州数码（Digital China），為中國大陸的科技公司，主要企业提供雲端運算及数字化服务。2021年，神州数码全年实现营业收入1,224亿元人民币，位列《财富》中国500强榜单第114位，《福布斯》2022中国数字经济100强第29位，位列“2022中国民营企业500强”第69位、“服务业100强”第23位。

## 历史
2000年联想集团二次创业期间，整合了原先的联想科技、联想系统集成、联想网络公司三家公司，成立联想神州数码。
2000年（一说2001年），在国台办与信息产业部的安排下，台湾企业鼎新电脑与神州数码合资成立神州数码管理系统有限公司（简称神码管理），负责鼎新当时在中国大陆的业务，是鼎捷软件的前身。
2001年3月，神州数码正式从联想集团分拆。
2001年6月，分拆后的神州数码公司在香港联交所挂牌上市，股票代码为0861。
2013年，神州数码宣布向A股上市的深圳太光电信注入IT业务神州数码信息服务，变相借壳上市。
2014年2月26日，深圳市太光电信股份有限公司更名为神州数码信息服务股份有限公司，公司股票简称将由“*ST 太光”变更为“神州信息”，股票代码（000555）不变。
2015年8月，神州控股将神州数码集团，即分销和系统业务，有条件出售给国内A股上市公司深信泰丰（000034.SZ）。
2016年4月25日，深信泰丰A股上市公司名称正式更名为神州数码集团股份有限公司，证券简称正式更名为神州数码。

## 公司事务

### 办公地点
神州数码集团股份有限公司注册地为深圳市南山区粤海街道科发路8号金融基地1栋11楼E1，总部办公地址位于北京市海淀区上地九街九号数码科技广场，同时在包括香港、澳门在内的19个中国境内主要城市设有办公地点。

### 董事长
神州数码集团股份有限公司现任董事长兼总裁：郭为。

### 業務
云计算和数字化转型业务
自主品牌业务
IT分销及增值服务业务

### 愿景与价值观
神州数码公司愿景是成为“领先的数字化转型合作伙伴”。 品牌文化 - 神州数码集团 2022年，神州数码将价值观从原有的“责任、激情、创新、共享”升级为“成就客户、创造价值、追求卓越、开放共赢”。

### 神州数码国际创新中心
2017年，神州数码以36.2亿人民币成功竞得深圳市南山区深圳湾超级总部基地25,634.91平方米商业服务业用地。2018年，神州数码国际创新中心（IIC）集中开工建设。2021年10月21日上午，神州数码国际创新中心（IIC）主体结构封顶仪式在深圳湾超级总部基地举行。神州数码集团董事长兼总裁郭为在封顶仪式上表示，神州数码国际创新中心(IIC)是神州数码未来的国际创新总部，未来将广泛聚集国内外顶尖的创新人才，汇聚全球领先的科技、技术及资源，以“中国场景+全球领先技术”孵化更多的原始创新，引领数字化时代，赋能产业数字化转型和数字经济发展，构建起全球产业链中不可或缺的创新力量，成为独具价值的关键一环。